# Campos Novos Paulista (kommun)
Campos Novos Paulista är en kommun i Brasilien.   Den ligger i delstaten São Paulo, i den södra delen av landet, 800 km söder om huvudstaden Brasília. Antalet invånare är 4 539.
Följande samhällen finns i Campos Novos Paulista:
- Campos Novos Paulista

Omgivningarna runt Campos Novos Paulista är huvudsakligen savann. Runt Campos Novos Paulista är det glesbefolkat, med 8 invånare per kvadratkilometer.